# 李韓永
李韩永（朝鲜语：／ Yi Han-yeong or Ri Han-yeong，1967年—1997年2月25日），本名李一男，一译李漢英，是朝鮮民主主義人民共和國第二代領導人金正日的情妇成惠琳的外甥。1982年在瑞士留學時前往韓國領事館尋求政治庇護。及後，他取得在韓居留權，並在1995年10月和生活在莫斯科的母親成惠琅取得電話聯繫，協助她和其姐妹脫北。同時，李韩永經常批評金正日，還有著揭露金正日私生活的《金正日贵族世家》，因而引起了後者的不滿。
1997年2月15日晚，李韩永在京畿道城南市盆唐區書峴洞H公寓的14層電梯口被槍擊，並在10日後傷重不治。韓國其後進行調查，發現兇手所使用的手槍為間諜常用的伯朗甯22口徑手槍，因而推斷為「間諜所為」。同年10月，南韓成功逮捕一對來自朝鮮的夫婦，二人承認刺害李韩永，又稱在回國後他們會被北韓當局賦予英雄稱號。